# Leptoiulus astrabadensis
Leptoiulus astrabadensis är en mångfotingart som beskrevs av Hans Lohmander. Leptoiulus astrabadensis ingår i släktet Leptoiulus och familjen kejsardubbelfotingar. Inga underarter finns listade i Catalogue of Life.